# Hongwŏn
Hongwŏn (kor. 홍원군, Hongwŏn-kun) – powiat w Korei Północnej, w prowincji Hamgyŏng Południowy. W 2008 roku liczył ok. 143 tys. mieszkańców.
Powiat leży nad Morzem Japońskim. Gospodarka opiera się na rolnictwie. Przez powiat przebiega linia kolejowa P’yŏngna.